# Kotaku
Kotaku – blog o grach komputerowych stworzony przez Briana Crecente. Strona jest częścią sieci blogów firmy Gawker Media, do których także należą Gizmodo, Deadspin, Lifehacker, io9 i Jezebel.
Według GamesIndustry strona miała 1,43 miliona wyświetleń w samej Wielkiej Brytanii w okresie styczeń – marzec 2012. W 2012 roku serwis zajął czwarte miejsce na liście najlepszych stron o grach komputerowych według Technorati.